# Koma (astronomi)

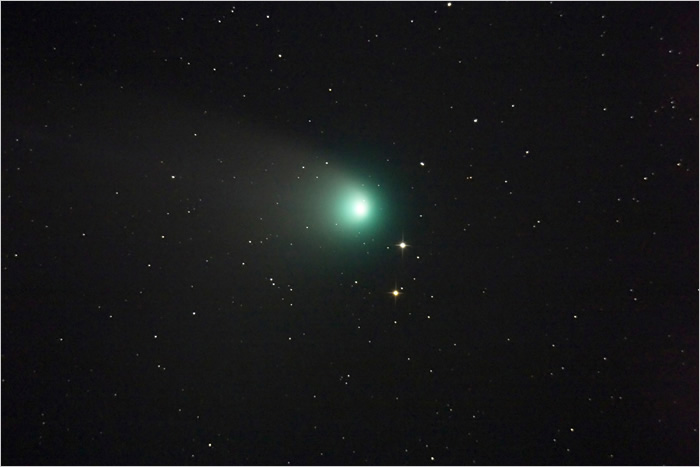
Tydlig koma på kometen Neat.

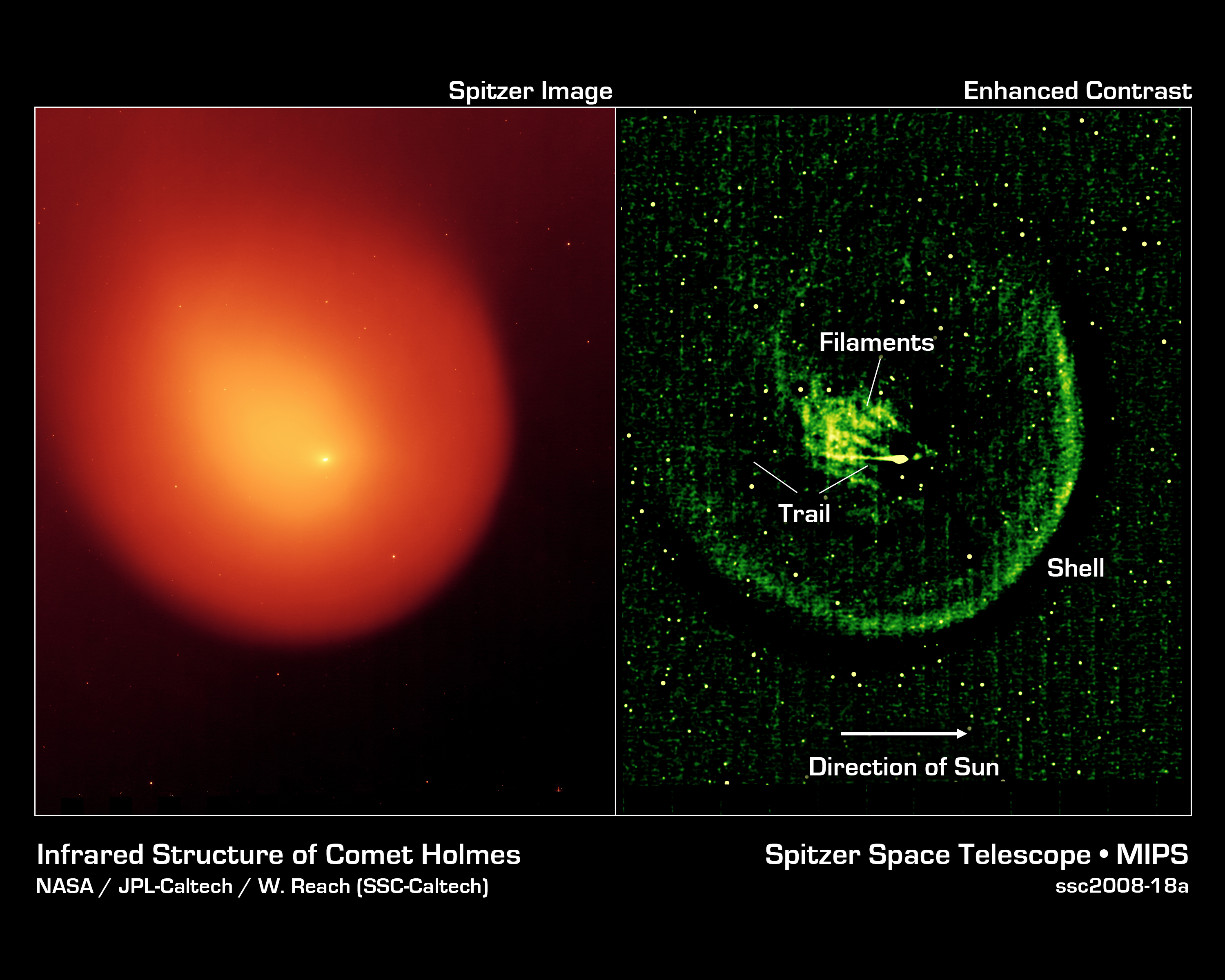
Kometen Holmes struktur i infrarött, sett av ett infrarött rymdteleskop.

Koma (från grekiskans komē 'hår') kallas den nebulosiska utvecklingen runt en kometkärna. Den formas när kometen passerar nära solen på dess mycket ellipstiska bana och värms upp, så att delar smälter eller förgasas. Detta ger en komet ett diffust utseende när den ses genom teleskop och skiljer den från stjärnor. 
Koman består vanligtvis av is och kometstoft. Vatten utgör upp till 90 procent av de flyktiga ämnen som strömmar ut från kärnan när kometen är inom 3–4 AE (450–600 miljoner km) från solen. H2O-modermolekylen förstörs främst genom fotolys och i mycket mindre utsträckning fotojonisering. Solvinden spelar en mindre roll i upplösningen av vatten jämfört med fotokemi. Större stoftpartiklar lämnas längs kometens omloppsbana medan mindre partiklar trycks bort från solen in i kometens svans av lätt strålningstryck.
Den 11 augusti 2014 släppte astronomer för första gången studier gjorda med Atacama Large Millimeter/Submillimeter Array (ALMA), som detaljerat visar fördelningen av HCN, HNC, H2CO och stoft inuti koman av kometerna C/2012 F6 (Lemmon) och C/2012 S1 (ISON). Den 2 juni 2015 rapporterade NASA att ALICE-spektrografen på rymdsonden Rosetta som studerade kometen 67P/Churyumov-Gerasimenko fastställde att elektroner (inom 1 km ovanför kometkärnan) producerade från fotojonisering av vattenmolekyler genom solstrålning, och inte fotoner från solen som tidigare trott, är orsaken till frigörandet av vatten och koldioxidmolekyler som frigörs från kometkärnan till dess koma.

## Storlek

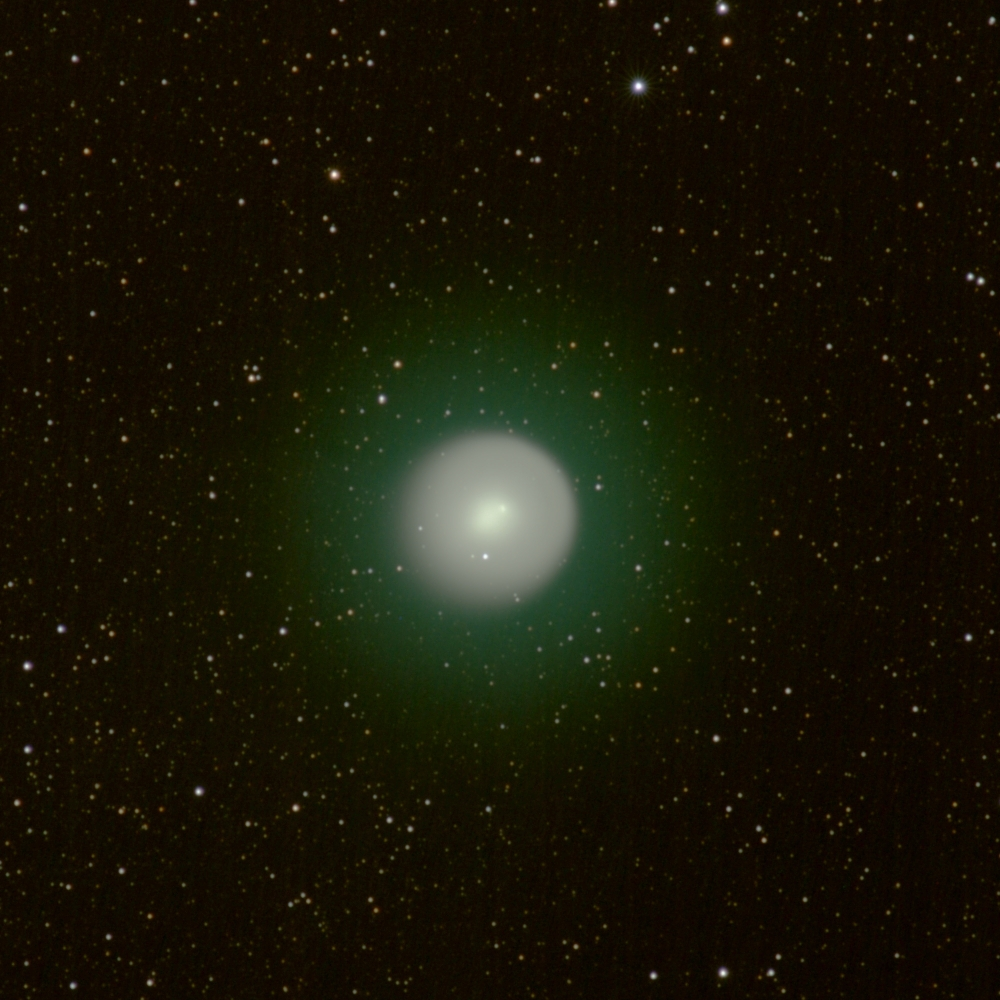
Komet 17P/Holmes, 2007/11/02

Koman växer vanligtvis i storlek när kometer närmar sig solen, och de kan vara lika stora som Jupiters diameter, även om densiteten är mycket låg. Ungefär en månad efter ett utbrott i oktober 2007 hade kometen 17P/Holmes en kort tid en svag stoftatmosfär som var större än solen. Den stora kometen 1811 hade också koma som var ungefär lika med solens diameter. Även om koman kan bli ganska stor, kan dess storlek faktiskt minska ungefär när den korsar Mars omloppsbana runt 1,5 AE från solen. På detta avstånd blir solvinden tillräckligt stark för att blåsa bort gasen och stoftet från koman, vilket förstorar svansen.

## Röntgenstrålning

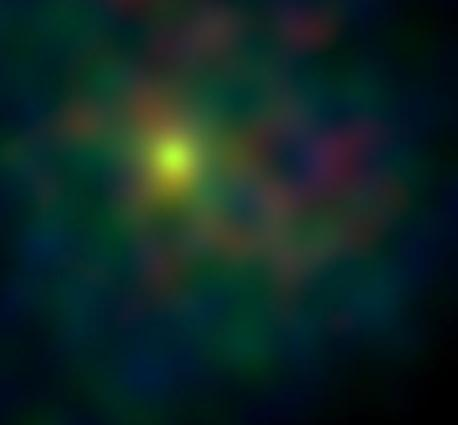
Tempel 1 i röntgenvåglängd av Chandra

Kometen visade sig sända ut röntgenstrålning i slutet av mars 1996. Detta förvånade forskarna, eftersom röntgenstrålning vanligtvis förknippas med kroppar med mycket hög temperatur. Röntgenstrålningen tros genereras av interaktionen mellan kometen och solvinden då högladdade joner flyger genom en kometatmosfär kolliderar de med kometatomer och molekyler och "förlorar" en eller flera elektroner från kometen. Denna avrivning leder till emission av röntgenstrålning och ultravioletta fotoner.

## Observation
Med landbaserat teleskop och lämplig teknik, kan storleken på koma beräknas. Det kallas driftmetoden, där man låser teleskopet på plats och mäter tiden för den synliga skivan att passera genom synfältet. Den tiden multiplicerad med cosinus för kometens deklination, gånger 0,25, bör vara lika med komans diameter i bågminuter. Om avståndet till kometen är känt, kan den skenbara storleken på koma bestämmas.
År 2015 noterades att ALICE-instrumentet på rymdfarkosten ESA Rosetta till kometen 67/P, upptäckte väte, syre, kol och kväve i koman, som de också kallade kometens atmosfär. Alice är en UV-spektrograf och den fann att elektroner skapade av UV-ljus kolliderade och bröt upp molekyler av vatten och kolmonoxid.

## Komposition

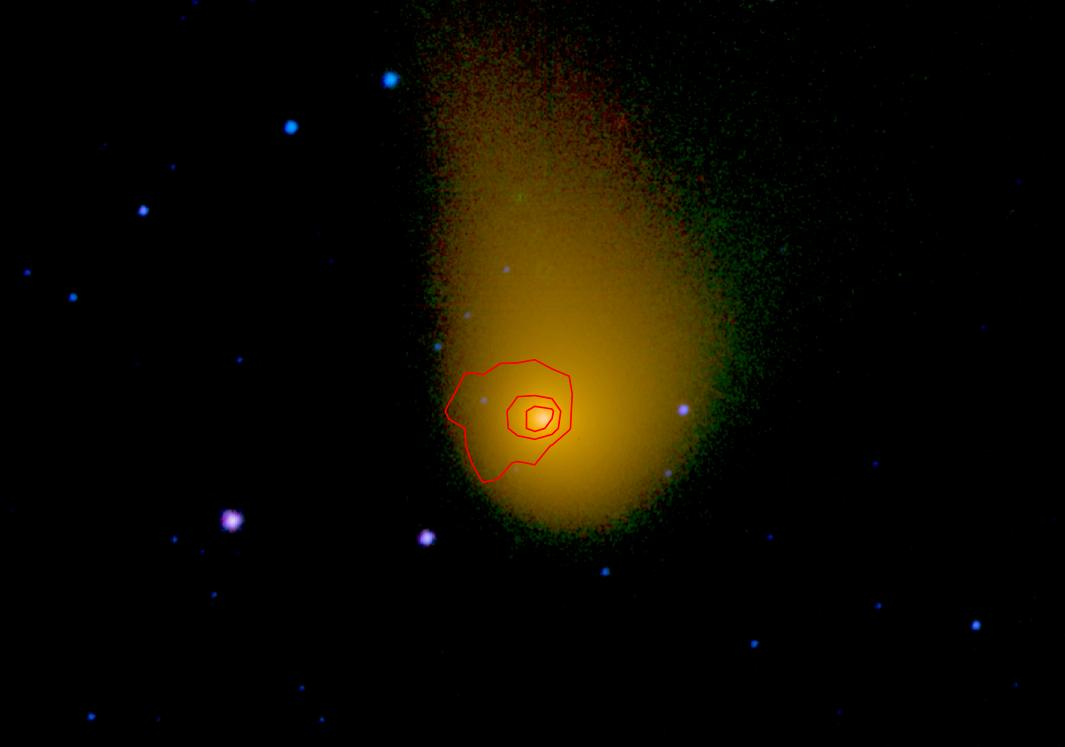
C/2006 W3 (Chistensen) – emitting carbon gas (infrared image)

Rosetta-uppdraget hittade kolmonoxid, koldioxid, ammoniak, metan och metanol i koman av Comet 67P, såväl som små mängder formaldehyd, vätesulfid, vätecyanid, svaveldioxid och koldisulfid.
De fyra översta gaserna i 67P:s halo var vatten, koldioxid, kolmonoxid och syre. Förhållandet mellan syre och vatten som kom från kometen förblev konstant i flera månader.